# Première Urgence Internationale
 (juin 2011).
Si vous disposez d'ouvrages ou d'articles de référence ou si vous connaissez des sites web de qualité traitant du thème abordé ici, merci de compléter l'article en donnant les références utiles à sa vérifiabilité et en les liant à la section « Notes et références ».
Première Urgence Internationale est une organisation non gouvernementale française de solidarité internationale à but non lucratif, apolitique et laïque.
Première Urgence Internationale apporte une aide d’urgence aux victimes civiles marginalisées ou exclues par les effets de catastrophes naturelles, de guerres et de situation d’effondrement économique.

## Histoire
Première Urgence Internationale est née de la fusion entre deux ONG françaises en 2015: Première Urgence et Aide médicale internationale.
En juin 1992, alors que le conflit en Bosnie-Herzégovine sévit, quatre amis (Rodolphe Clair, Christophe Duchatellier, Luc David et Thierry Mauricet) souhaitent agir pour venir en aide aux victimes de cette guerre meurtrière. Pour cela, ils créent une association qu’ils nomment « Première Urgence », collectent des médicaments et des produits alimentaires, louent plusieurs camions et traversent l’Europe pour rejoindre Sarajevo, sous les bombes. Rapidement, ils acquièrent de l’expérience et décident de s’engager durablement dans l’action humanitaire.
En 1979, la population afghane souffre de la guerre consécutive aux conflits internes et à l’occupation soviétique. Médecins, infirmiers, sages-femmes et pharmaciens de l’association « Aide Médicale Internationale » se rendent sur le terrain pour former les habitants à la médecine. Leur slogan : « Aidons-les à se passer de nous ».
En 2015, les humanitaires engagés de « Première Urgence » et les médecins aguerris d’« Aide médicale internationale » se rencontrent. Ils unissent alors leurs forces pour porter assistance aux populations vulnérables dans le monde. Première Urgence Internationale est née.
Les équipes interviennent aujourd’hui en Afrique, en Asie, en Europe, au Moyen-Orient, dans des zones de conflits armés ou à la suite de catastrophes naturelles. Première Urgence Internationale est désormais l’une des plus importantes des ONG du paysage humanitaire français. 

### Après 2010 - Focus sur les principales crises humanitaires
Première Urgence Internationale intervient sur les principales crises humanitaires dans le monde. Parmi les 22 pays d'intervention, les crises les plus marquantes de ces dernières années sont les suivantes :

#### Crise syrienne
À la suite de la crise qui a débuté en mars 2015, les équipes de Première Urgence Internationale apportent leur soutien aux personnes victimes de cette crise en Syrie ainsi que dans les pays voisins en Irak, en Jordanie ou au Liban, qui accueillent des millions de réfugiés.

#### Haïti
Quelques jours après le passage de l’ouragan Matthew qui a frappé de plein fouet Haïti le 4 octobre 2016, une équipe de Première Urgence Internationale a été déployée et a développé des activités de santé auprès des populations vulnérables.

#### Nigeria
Alors que l’ONG est présente dans la région depuis plus de 10 ans avec des projets implantés au Tchad ou au Cameroun, Première Urgence Internationale a lancé une mission au Nigeria en 2016 pour venir en aide aux populations touchées par l’insécurité alimentaire.

#### Ukraine
À la suite de l’émergence du conflit armé qui a débuté en 2014 dans le pays, Première Urgence Internationale a répondu aux besoins humanitaires engendrés par la situation en améliorant l’accès aux soins de santé.

#### France
Présente en France depuis 2012, Première Urgence Internationale intervient auprès des populations très précaires en Île-de-France par le biais d’actions de médiation sanitaire.

## Plaidoyer
Première Urgence Internationale travaille dans les Territoires palestiniens occupés depuis 2002 et y mène un travail de plaidoyer depuis quelques années afin de sensibiliser les décideurs politiques et le grand public, et d’appeler à la prise de responsabilité vis-à-vis d’une situation dont, selon l'association, le règlement ne peut être que politique.

## Les domaines d’intervention
Première Urgence Internationale s’adapte à l’évolution des contextes des pays dans lesquels elle agit. Afin de répondre de manière efficace aux besoins qu’elle identifie, l’ONG développe une approche intégrée et intervient ainsi dans 8 domaines d’activités complémentaires :
- La santé
- La sécurité alimentaire
- La nutrition
- La réhabilitation et la construction d’infrastructures
- L’accès à l’eau, l’hygiène et l’assainissement
- La relance économique
- L’éducation
- La protection

## Organisation
Première Urgence Internationale compte 80 salariés au siège au 2, rue Auguste-Thomas à Asnières-sur-Seine. L’ONG compte 200 postes expatriés environ (chefs de missions, administrateurs, coordinateurs, logisticiens, ingénieurs BTP, hydrauliciens, agronomes, etc.) et 3275 collaborateurs nationaux travaillent au côté de la structure (chiffres mars 2017).
Thierry Mauricet est directeur général de l'ONG.

## Financement
Pour permettre ces actions, l'ONG fait appel aux bailleurs de fonds nationaux et internationaux, aux fondations privées, aux entreprises et à la générosité publique. Le montant des ressources de l’association en 2016 s’établit à 130 200 000 €. Ses principaux partenaires sont la Direction générale de l'Aide Humanitaire et de la Protection Civile de la Commission européenne (DG ECHO), les Nations unies (PAM, UNHCR, UNICEF, OCHA, OMS, UNDP...), les États-Unis (USAID - OFDA : Office of USA Foreign Disaster Assistance ; BPRM : Bureau of Population, Refugees, and Migrations), la France (AFD, CDC)

## Représentation
Première Urgence Internationale est membre de clusters internationaux qui sont Global Health Cluster (GHC), Global Logistics Cluster, Global Food Security Cluster. L’ONG est également membre de Global Digital Health Network, Quamed-Quality Medicines for All, European Interagency Security Forum (EISF). En France, elle est membre de Bioport, Coordination Sud, Coordination Humanitaire Développement (CHD), France Générosités, Résonances Humanitaires et Solidaire.